# Paul Carozza
Pas d'image ? Cliquez ici

b Matchs officiels uniquement.
Dernière mise à jour le 5 septembre 2018.
 Paul Vincent Carozza, né le 14 avril 1966 à Brisbane, est un ancien joueur de rugby à XV qui a joué avec l'équipe d'Australie. Il évoluait au poste de trois quart aile (1,68 m pour 80 kg).
Il est employé maintenant par la Queensland Rugby Union.

## Carrière

### En équipe nationale
Il a disputé son premier test match le 9 juin 1990 contre l'équipe de France. Son dernier test match fut contre la Nouvelle-Zélande, le 17 juillet 1993.

## Palmarès
- 15 test matchs avec l'équipe d'Australie
- 9 essais (41 points)